# 隆清院
隆清院（りゅうせいいん、生没年不詳）は、安土桃山時代から江戸時代にかけての女性。関白・豊臣秀次の娘であり、真田信繁の側室。子に御田姫（顕性院）、三好幸信がいる。名は不詳である。

## 生涯
文禄4年（1595年）、父秀次は豊臣秀吉によって切腹に追い込まれ、秀次の側室・侍女34人と子4男1女は京都三条河原で斬首される。隆清院はこの処刑から逃れたが、なぜ逃れることができたかは不明である。隆清院の他に処刑から逃れることができた者として、生後間もなかったお菊がいる。その後、九度山に蟄居している真田信繁の側室となったが、側室となった経緯は不明。慶長9年（1604年）に信繁の五女・なほ（顕性院）、慶長20年（1615年）に三男・三好幸信を産んだ。生年も不明だが、顕性院を産んだ時点で10代に達していたと推測できる。
大坂の夏の陣では娘と秀次の母瑞龍院の許に身を寄せ､難を逃れた｡
出羽国亀田藩主・岩城宣隆に嫁いだ娘・顕性院が建立した妙慶寺の縁起によると、母は一の台（菊亭晴季の娘）と伝わり、寛永10年（1633年）5月8日、京の菊亭家で没したとしている。法名は、隆清院殿妙詔日昌大姉。顕性院は供養のため亀田より日砌和尚を派遣し、菊亭家から遠路訪れた日砌和尚に対し贈られたという袈裟が妙慶寺にある。また、隆清院の位牌も妙慶寺にある｡

## 登場する作品
- 『真田丸』（2016年、NHK大河ドラマ、演：岸井ゆきの）
- 『戦国大戦』（2015年、アーケードゲーム、声：井上麻里奈）